# Brechmorhoga praedatrix
Brechmorhoga praedatrix is een libellensoort uit de familie van de korenbouten (Libellulidae), onderorde echte libellen (Anisoptera).
De soort staat op de Rode Lijst van de IUCN als niet bedreigd, beoordelingsjaar 2007.
De wetenschappelijke naam Brechmorhoga praedatrix is voor het eerst geldig gepubliceerd in 1909 door Calvert.